# ISO 3166-2:YU
ISO 3166-2 données obsolètes pour l’ancienne Yougoslavie, devenue ensuite Serbie-et-Monténégro.

## Mises à jour
- ISO 3166-2:2000-06-21 Bulletin n°I-1 (création)
- ISO 3166-2:2003-09-05 Bulletin n°I-5 (suppression)

## Républiques (2)en:republic,sr-Latn:republika
| Code ISO 3166-2 | République      | République                  |
| Code ISO 3166-2 | Nom serbe latin | Nom français (non officiel) |
| --------------- | --------------- | --------------------------- |
| YU-CG           | Crna Gora       | Monténégro                  |
| YU-SR           | Srbija          | Serbie                      |

## Provinces autonomes (2)en:autonomous province,sr-Latn:autonomna pokrajina
| Code ISO 3166-2 | Province autonome | Province autonome           | République |
| Code ISO 3166-2 | Nom serbe latin   | Nom français (non officiel) | République |
| --------------- | ----------------- | --------------------------- | ---------- |
| YU-KM           | Kosovo-Metohija   | Kosovo-et-Métochie          | YU-SR      |
| YU-VO           | Vojvodina         | Voïvodine                   | YU-SR      |